# Шехсувар-бей
Мелик Музаффер Шехсувар-бей (тур. Melik Muzaffer Şehsüvar Bey; ум. 1472) — правитель бейлика Дулкадир в 1466—1472 годах, сын Сулеймана-бея.
Дулкадир был небольшим буферным бейликом, расположенным в ключевом месте между крупными государствами Малой Азии: Османской империей, Мамлюкским султанатом и Ак-Коюнлу. Соперничая за контроль над Дулкадиром, мамлюки и османы постоянно вмешивались в дела бейлика и пытались привести к власти в нём своего кандидата из членов династии Дулкадиридов. После смерти Сулеймана-бея, сумевшего поддерживать мирные отношения с обоими султанатами все 12 лет своего правления, к власти пришёл его старший сын Мелик Арслан, пытавшийся проводить ту же политику. Однако мамлюкский султан Кушкадам заподозрил, что Мелик Арслан склоняется к союзу с османами и приказал убить его. После этого на трон Дулкадира мамлюки посадили своего ставленника Шахбудака, тоже бывшего сыном Сулеймана-бея.
При поддержке османского султана Мехмеда II Шехсувар сверг Шахбудака и занял трон. Не желая терять контроль над регионом, мамлюки организовали с 1466 по 1469 год несколько безуспешных кампаний против Дулкадира. В 1469 году Шехсувар дважды одержал победы над мамлюкским военачальником Ешбеком мин Махди, вторгся на территорию Сирии и предложил мамлюкскому султану Кайтбею мир. Султан отверг предложение и снарядил против Дулкадира новую армию. Весной 1471 года Ешбек предпринял третий поход на Дулкадир, на этот раз успешно — Шехсувар потерпел поражение и бежал на север бейлика. Захватив Кадырли и Козан, Ешбек вернулся в Алеппо.
Первое время Мехмед II помогал Шехсувару, но последний разорвал связь с османами, объявив себя независимым правителем. Это привело к потере османской поддержки, в 1471 году Мехмед II и Кайтбей достигли соглашения об обмене: Мехмед отказывался поддерживать Дулкадир, а Кайтбей — Караман. Помимо потери союзника в лице Мехмеда, Шехсувара оставила часть туркменских беев, подкупленных мамлюками. Весной 1472 года Ешбек настиг Шехсувара в крепости Заманты и после переговоров взял его в плен. Мамлюкский эмир Тимраз, родственник султана Кайтбея, дал Шехсувару гарантии сохранения свободы и жизни. Несмотря на это, Шехсувар и трое его братьев были повешены на крюк в Каире. На трон Дулкадира во второй раз был посажен Шахбудак.

## Биография

Бейлик Дулкадир (земли, когда-либо к нему относившиеся)

### Происхождение. Мелик Арслан и Шахбудак
Отцом Шехсувара был Сулейман-бей, который держал обширный гарем и оставил после смерти большое количество сыновей. Точно неизвестно, когда Шехсувар родился, однако арабский историк Ибн Ийас, его современник и очевидец событий того времени, упоминал, что к моменту смерти в 1472 году бею было 40 лет. Таким образом, дату рождения Шехсувара можно отнести примерно к 1432 году.
После смерти в 1454 году Сулеймана, поддерживавшего хорошие отношения и с османами, и с мамлюками, правителем стал его сын Мелик Арслан. Первое время Мелик Арслан сохранял дружественные отношения с Египтом, однако его попытки сохранить дружбу также и с османами вызвали недовольство мамлюкского султана Кушкадама (1461—1467). В октябре 1465 года Мелик Арслан был зарезан во время совершения молитвы в мечети Эльбистана. На его место мамлюками был поставлен ещё один сын Сулейман-бея, Шахбудак, которому пришлось столкнуться с недовольством и неподчинением внутри собственной семьи, члены которой обвинили его в братоубийстве и бежали к османам. Среди скрывшихся в Османской империи Дулкадиридов был и сын Сулеймана Шехсувар, ставший санджакбеем османской провинции Чирмен во Фракии. Ещё один их брат, Алауддевле, скрывался в Амасье. Члены семьи Дулкадиридов, обвинявшие Шахбудака в братоубийстве, обратились к османскому султану и попросили помочь Шехсувару стать правителем в Эльбистане. Мехмед II решил использовать эту возможность, чтобы взять Дулкадир под свой контроль. Он предоставил Шехсувару армию для войны против Шахбудака, которого защищали мамлюкские войска.
Грамота Мехмеда, по которой он признавал Шехсувара беем «во всех землях его отца, и Бозока, и Артук-Абада», датирована 14 раби ас-сани 870 года Хиджры (4 декабря 1465 года). В ней также говорится: «Жители Бозока и дулкадирцы, разбросанные в других землях, должны быть в его воле и послушании». Из этого следует, что многие дулкадирцы по каким-то причинам мигрировали в Токат и Йозгат (Бозок). Шахбудак, увидев, что Шехсувар заручился поддержкой османов, запросил помощи у Каира в месяце джумада ас-сани 870 года (январь — февраль 1466 года) . С этого момента Шехсувар-бея начинают упоминать и мамлюкские источники. Султан Кушкадам приказал вали Алеппо Берды-бею оказать Шахбудаку содействие, но помощь Берды-бея запоздала: Шехсувар успел захватить замок Заманты. Берды-бей получил новость о поражении Шахбудака на пути в Дулкадир в месяце шабан 870 года (в апреле — мае 1466 года) и ввиду бесполезности дальнейшего продвижения решил вернуться в Алеппо. Так с помощью османского войска Шехсувар прогнал Шахбудака и утвердился на троне.

### Дулкадиро-мамлюкские войны

#### Поражение Рустема и Ешбека
Кушкадам быстро нашёл нового кандидата на трон Дулкадира вместо Шахбудака. Против Шехсувар-бея был отправлен его дядя Рустем-бей, а вали Алеппо был назначен Ешбек бин Махди с указанием оказывать Рустему помощь. Узнав о новой опасности, Шехсувар отправил к Мехмеду II посланника. Передав османскому правителю поздравления в связи с удачной Албанской кампанией, посланник известил его о сложившейся в Дулкадире ситуации. Помимо помощи против мамлюков, Шехсувар просил султана об изменении границ Дулкадира с Караманом. Мехмед отправил Шехсувару письмо, сообщив, что его нужно переслать в Каир мамлюкскому султану. Касательно вопроса о границе Фатих ответил, что поручил кади Амасьи определить, как проходила дулкадиро-караманская граница во времена Мелика Арслана и Ибрагим-бея. Мехмед был настроен защищать права Шехсувар-бея. В письме Мехмеда султану Кушкадаму, отправленном в ноябре 1466 года, османский правитель назвал Шехсувара-бея союзником Османской империи. Мехмед обращал внимание Кушкадама, что Шехсувар управляет своей страной как законный наследник Сулеймана. Далее османский султан напоминал мамлюкскому, что у их государств тесные отношения, и попросил мамлюков относиться к Шехсувар-бею, как к другу. Неизвестно, получил ли Кушкадам письмо и как отреагировал на него, если получил. Однако в любом случае Шехсувар как бей Дулкадира был неприемлем для мамлюков, поскольку он отклонил предложение Демирташа, вали Триполи, признать Мамлюкский султанат своим сюзереном. Поэтому египетское правительство продолжало поддерживать против Шехсувара кандидатуру Рустем-бея, хотя все их усилия оказались напрасны. Рустем-бей не смог победить племянника, более того, превосходство Шехсувара было так велико, что позволило ему захватить пограничные мамлюкские города. Таким образом, Бесни, Гергер, Биреджик и Ромкла перешли в руки Дулкадиридов. Это продвижение Шехсувара, как и османская поддержка бея, разгневали мамлюкского султана Кушкадама.

#### Победа у Турнадага
Кушкадам немедленно приказал сирийским наместникам сместить Шехсувара и заменить его опять Шахбудаком. Шехсувар-бей сообщил в Стамбул о своём положении, приняв решение встретиться с мамлюкской армией в долине Чукурова. Великий визирь Махмуд-паша в своём ответе бею рекомендовал: «…ещё не время, чтобы столкнуться с мамлюками, сначала попытайтесь с ними пойти на компромисс, но действуйте перед лицом необходимости». Махмуд-паша уточнял, что о необходимости вмешательства султана Шехсувар должен проинформировать отдельно.
Мамлюкская армия вышла в поход под командованием вали Дамаска Берды-бея. Один из туркменских вождей, Эслемезоглу, который оставался верен египетскому султану, напал на дулкадирские силы до прибытия армии мамлюков, однако был разбит и бежал к Караманиду Пир Ахмету. В конце сентября 1467 года мамлюкская армия во главе с Шахбудаком и Берды-беем вошла в Дулкадир. Шехсувар-бей не мешал врагу продвигаться, пропуская его поглубже в горы, чтобы иметь возможность нанести удар. 4 октября, когда мамлюкская армия достигли склонов Турнадага, Шехсувар напал на них и разбил. 18 мамлюкских эмиров были убиты, но Шахбудаку удалось спастись и бежать. Берды-бею также удалось бежать, но месяц спустя в Каире он был признан виновным в поражении армии и заключён в тюрьму.

#### Победа у Антепа
После года смуты в Каире к власти пришёл султан Кайтбей (1468—1496). По словам Ибн Ийаса, Кайтбея беспокоило положение на северных границах султаната, и он сосредоточил своё внимание на решении проблемы с Дулкадиром. Мамлюки начали подготовку следующей экспедиции против Шехсувар-бея. Арабские историки Абдулбасит ал-Малати и Ибн Ийас писали о том, что казна султаната была пуста. Для финансирования кампании против Шехсувара Кайтбею пришлось изыскивать средства. В частности, он ввёл новые налоги. В итоге армия была сформирована в феврале 1468 года, во главе её был поставлен Джанибей Кулаксис ал-Эшрефи (ум. 883/1479). Из Каира армия вышла 12 шабана 872 года (7 марта 1468 года). Почти всем сирийским эмирам было поручено присоединиться к экспедиции, и все они собрались в Алеппо. Мамлюкские силы вошли в Антеп, который в мае был захвачен дулкадирцами. Шехсувар-бей, который действовал осторожно, долго ждал и не предпринимал никаких активных действий. Наконец, он организовал засаду и подошёл к Антепу, чтобы выманить врага. Его хитрость удалась, и 7 зу-ль-када 872 года (29/30 мая 1468 года) мамлюки, которые преследовали его, попали в ловушку, многие их командиры были убиты. После их бегства Шехсувар захватил большую добычу и много пленников. Вали Дамаска Озбей едва избежал гибели благодаря Рамазаноглу Хасан-бею. Оставшиеся в живых мамлюки вернулись в Алеппо. После этого успеха Шехсувар решил наказать Хасан-бея за участие в походе мамлюков против Дулкадира и начал захватывать города и замки Рамазаногуллары. В это время османы начали кампанию против других соседей Дулкадиридов — Караманидов, Шехсувар воспользовался ситуацией, взял караманидский замок Феке на реке Гёксу, передав его своему брату Юнус-бею, и осадил Козан. Омер-бей Рамазаногуллары, бывший союзником Шехсувара, информировал его о намерениях родственника, Дюндар-бея, правившего в то время в Адане. Лишь город Даренде, находившийся в руках мамлюков, все ещё сопротивлялся атакам Дулкадира.
В то время Анатолия была плацдармом, на котором столкнулись интересы трёх крупных государств: Османской империи, Мамлюкского султаната и растущего, недавно образованного племенного объединения Ак-Коюнлу. Они боролись за дружбу туркменских беев, правивших в бейликах или имевших право на власть в них. Туркменские беи, лишённые своих прав и укрывавшиеся в каждом из этих трёх государств, рассчитывали на помощь в надежде вернуться в свою страну и в один прекрасный день сесть на трон. Рюстем-бей укрылся не в Каире, а у Узун Хасана, несмотря на то, что ранее пользовался помощью мамлюков.

#### Отношения с османами
Будучи союзником османов, Шехсувар-бей информировал султана Мехмеда II о своей деятельности. Он сообщил, что достичь соглашения с мамлюками не удалось. Мехмед в своём ответном письме высоко оценил службу Шехсувара, однако он, похоже, не одобрял нападение Дулкадиридов на мамлюков. Султан советовал пойти на компромисс с ними. Вероятно, он не считал правильным для Шехсувара обострять конфликт с мамлюками в этот момент. Однако тот продолжил совершать набеги на Алеппо и пытался завоевать Даренде, который долгое время осаждал.
Султан Кайтбей готовил новую кампанию против Шехсувара, но поскольку казна государства была пуста, ему пришлось прибегнуть к ряду непопулярных мер. Он провёл совещание с калифом и четырьмя кади, которые не одобрили подготовленные им меры. Несмотря на это, Кайтбей начал конфисковывать имущество монастырей и вакуфов, пытаясь изыскать средства для финансирования новой экспедиции. Кроме того, необходимо было уплатить выкуп, который требовал Шехсувар за освобождение пленённых им эмиров.
Шехсувар ощущал себя сильным и независимым, не нуждающимся в помощи. Во время разговора с беями Шехсувар заявил, что он такой же султан, как и султан Османской империи. Он снял османский флаг, присланный ему Фатихом, приказал называть своё имя в хутбе и начал печатать деньги. В письмах, отправленных Шехсуваром в Алеппо в 1468 году, он именовал себя Мелик Музаффер (тур. el-Melik el-Muzaffer — «победоносный правитель») и обещал обеспечить безопасность всем, кто станет повиноваться ему.

#### Поражения Могола и Яхьи
Набеги Шехсувара были эффективными и успешными, поскольку мамлюки не могли предугадать его манёвров. В противостоянии за Даренде мамлюки недооценили силы бея Дулкадира, поэтому осада Даренде была трудна для Кайтбея. По словам историка Хатиба эль-Джевхери (ум. 1495), Кайтбей заявил на совете, что намерен сразиться с Шехсуваром (сам возглавить армию). Визири сказали ему: «Кто он такой, что султан будет сражаться с ним? Султан должен сражаться лишь с таким же султаном, как он». Однако пренебрежительное отношение мамлюкских сановников к Шехсувару не помешало последнему завоевать Даренде. В захвате города Шехсувару помогали местные жители, настроенные против мамлюков, наиб города Ибн Балабан попал в плен. Хатиб эль-Джевхери писал, что в декабре 1468 года после успеха с Даренде Шехсувар отправил Кайтбею предложение о мирном соглашении. Однако последний не принял посла, потому что уже закончил подготовку к экспедиции. Из Каира вышла армия под командованием Озбея, а в феврале 1469 года в Алеппо к ней присоединились войска сирийских наибов. Эмира Озбея сопровождал Шахбудак, мамлюкский претендент на трон Дулкадира. Столкновение армий произошло в апреле 1469 года на левом берегу реки Джейхан юго-западнее Мараша. Армию Дулкадира, проигравшую эту битву, возглавлял брат Шехсувара Могол-бей. Он погиб, его голову и головы ещё двух дулкадирских предводителей Озбей отправил в Каир, где их выставили на воротах. После поражения Могола Шехсувар-бей отступил в Кадырлы. Находившиеся в войске Шехсувара туркмены хорошо знали местность, они охраняли проходы и готовились совершить набег на войско мамлюков. В июне 1469 года они атаковали армию мамлюков при её отплытии в Египет, что привело к большим жертвам среди атакованных. Мамлюкский военачальник эмир Озбей вернулся в Алеппо с теми, кому удалось спастись. Арабский историк и современник событий Абдулбасит ал-Малати сообщал, что сведения о поражении постарались скрыть от населения, но все о них узнали, и Каир был потрясён. Историк назвал эти дни «действительно страшными временами». Ибн Ильяс писал, что он не в состоянии упомянуть всех погибших из-за их большого количества. По его словам, «о таком поражении раньше не слыхали», люди были напуганы, даже солдаты в глубине сердца боялись, как во времена Тамерлана.
В августе 1469 года, после того, как мамлюкская армия ушла, ещё один брат Шехсувар-бея, Яхья, осадил в Малатье мамлюкского вали Коркмаза. Во время осады бей Рамазаногуллары, союзник мамлюков, напал на осаждавших. Ему удалось взять в плен Яхью и многих его родственников, после чего он передал их вали Алеппо. Из Алеппо пленники были отправлены в Каир султану Кайбею, и в марте 1470 года Дулкадириды оказались в тюрьме Каира. Рамазаногуллары не упустили шанс и немедленно приняли меры, чтобы вернуть Козан, который ранее захватил Шехсувар. Дулкадирский гарнизон был выбит из города в октябре 1469 года. В этих условиях Шехсувар решил опять попросить о мире и в начале 1470 года отправил посланника в Каир, чтобы обсудить его условия. Перед этим как знак доброй воли Шехсувар выпустил из плена Джанибея Кулаксиса. Бей хотел признания мамлюками своего бейлика, в частности, он предложил разместить гарнизон Дулкадиридов в Алеппо в обмен на передачу мамлюкам Антепа. Однако султан отверг это предложение. Тогда в июне 1470 года Шехсувар напал на вассалов мамлюков, Рамазаногуллары. Сначала он захватил Аяс (Юмурталык) на западной стороне залива Искендерун, затем взял Адану и Тарсус и опять занял Козан. Кайтбей был обеспокоен активностью Шехсувара и опасался нападения на Алеппо, поэтому немедленно послал из Египта подкрепление гарнизону города.

#### Ешбек
Действия дулкадирцев в районе Евфрата беспокоили мамлюков. Узун Хасан открыто проявлял враждебность к мамлюкам, и была опасность, что Ак-Коюнлу в союзе с Дулкадирогуллары нападёт на Алеппо. В феврале 1471 года из Каира вышел авангард с трудом сформированной мамлюкской армии. Командующим был назначен эмир Ешбек мин Махди, который получил огромные полномочия. Его сопровождал Шахбудак, и, когда они прибыли в Алеппо в мае 1471 года, к ним присоединились туркменские беи, сбежавшие из Дулкадира. В мае 1471 года, когда мамлюки собирали силы в Алеппо, Серим Ибрагим, лидер племени Пехливан, совершил набег на мамлюкский караван между Малатьей и Бесни и захватил весь его груз. Получив новости об этом нападении, вали Малатьи, Коркмаз, решил догнать Серима Ибрагима. Арабский историк и казаскер Ибн Эджа писал, что в последовавшем сражении лошадь Коркмаза была поражена стрелой, и он упал. Серим Ибрагим пленил его и отвёз к Шехсувару. Ибн Эджа также утверждал, что последний запер Коркмаза в тюрьме, оставив умирать. Так бей отомстил за поражение и пленение брата Яхьи. Ибн Ийас утверждал, что Коркмаза сначала заперли, но потом привязали к дереву и забросали стрелами.
Между тем Ешбек окончательно подготовился к экспедиции в Антеп. Когда в июне 1471 года его армия приблизилась к городу, жители выслали делегацию, засвидетельствовав свою покорность мамлюкам. Однако дулкадирский комендант города, Джанибей, отказался сдать город мамлюкской армии. В течение 9 дней Джанибей защищал город и ждал Шехсувара. Он сдал Антеп лишь с началом обстрела из катапульт и выговорил для себя и своего окружения сохранение жизни. Шехсувар-бей пришёл, чтобы помочь Джанибею, но опоздал на пять дней. Он встал лагерем у подножия горы Соф у Антепа и решил напасть на мамлюков, передислоцировав часть сил на юг Антепа и в Ромклу. Однако Ешбек поручил командующему гарнизоном города, Айналу Ашкару, проследить перемещения дулкадирцев. Айнал, захватив пленников и допросив их, быстро обнаружил расположение сил Шехсувара. Кроме того, ему помогали хорошо знавшие регион курды. Дулкадирцы, на которых внезапно напали мамлюки, были вынуждены отступать, оставив на поле боя среди погибших 28 знатных туркмен, в том числе и брата Шехсувара — Ильяса.

#### Первые переговоры
Это поражение побудило Шехсувара отправить 9 августа 1471 года в Антеп своего посланника. Посол бея, который привёз письма, передал подарки Ешбеку, а также доставил письма и подарки наместникам Алеппо и Дамаска. Бей решил уладить конфликт дипломатическим путём, во всех письмах он писал, что будет подчиняться Кайтбею. Ешбек, принявший это предложение, послал к бею Дулкадира на гору Соф Шемседдина Ибн Эджа в качестве посла для обсуждения условий мирного соглашения.
Ибн Эджа принимал участие в кампаниях Ешбека против Шехсувара и оставил подробный отчёт о событиях, свидетелем которых оказался. Среди прочего Ибн Эджа подробно описал переговоры, которые он вёл от имени Ешбека с беем Дулкадира. Первая встреча Ибн Эджа с Шехсуваром началась так: «Песочные часы не просыпались, как меня позвали к Шехсувару. Когда я подошёл к нему, он сделал несколько шагов ко мне и поздоровался со мной. Он говорил со мной с добротой и уважением». Основным условием мира со стороны мамлюков была передача им захваченных Шехсуваром городов Даренде и Козан. По словам Ибн Эджа, бей заявил, что султан не сможет отобрать у него эти города, поскольку в каждом из них стоит отряд из пяти тысяч дулкадирцев. Мирные переговоры с «длительными диалогами», по словам Ибн Эджа, ни к чему не привели из-за этого отказа Шехсувара отдать города. За время переговоров люди, которые были на стороне бея, начали переходить к мамлюкам.
Столкновения между двумя сторонами начались снова. В августе 1471 года Шехсувар попытался как можно скорее добраться до долины Амук, чтобы собрать туркмен, поскольку надежды на мир с Ешбеком не осталось. Однако бей был вынужден вернуться в Мараш, поскольку мамлюки преследовали его. После отступления Шехсувара Ешбек отправился в долину Чукурова, чтобы договориться с Рамазанидами о союзе против Дулкадира. Первым делом Ешбек занял Юмурталык. Практически сразу после этого на его сторону перешло много туркмен. Кайтбей выделил немалые средства для переманивания дулкадирцев. Даже братья Шехсувара Хюдадад и Селман явились к Ешбеку, выразив покорность, за что были вознаграждены деньгами. Из Юмурталыка Ешбек отправил в Адану Айнала Ашкара, чтобы изгнать дулкадирский гарнизон. Шехсувар занял позицию на горе Соф и собрал войска в Кадырлы. Он разделил своих людей на две части: одно войско должно было нападать на крепости мамлюков, а другое — сторожить дорогу на Алеппо. План Шехсувара состоял в том, чтобы перерезать пути мамлюкской армии.
27 джумада ал-уля 876 года Хиджры (11/12 ноября 1471 года) Шехсувар с армией находился у впадения ручья Саврун в реку Джейхан, где после полудня был атакован армией эмира Ешбека. В результате ожесточённого боя Шехсувар потерпел поражение — около сотни его солдат было пленено и триста двадцать убито. Битва закончилась с наступлением темноты; если бы сражение продлилось ещё немного, потери Шехсувара были бы ещё более тяжёлыми. С уцелевшими воинами ему удалось скрыться в темноте и уйти на север. С обозом попала в плен жена Шехсувара, она была доставлена в штаб, но вскоре умерла. После этого поражения для бея начался трудный период. Эмир Ешбек взял Адану и Тарс, Шехсувар полностью потерял территории, захваченные ранее в долине Чукурова. Мамлюки достигли своей первоочередной цели, заняв стратегически важные точки в регионе. При захвате Козана Ешбек столкнулся с сопротивлением дулкадирского командира города Девлетбея. Сначала Девлетбей ждал помощи от Шехсувара, а затем заявил, что передаст ключи города лишь самому Ешбеку. Заняв Кадырли и Козан, Ешбек вернулся на зимовку в Алеппо.

#### Разрыв с османами
Между тем султан Кайтбей вступил в дипломатические отношения с османами. В османских реестрах есть запись о том, что к Мехмеду II прибыл посланник Кайтбея с дарами и просьбой не покровительствовать Шехсувару. В обмен Кайтбей обещал прекратить поддерживать Пир Ахмета Караманида. Мамлюкские документы подтверждают эту информацию, уточняя её: посол по имени Алаэддин Хысни сначала побывал с дарами в Амасье у шехзаде Баязида, а затем отправился к Мехмеду в Константинополь (Стамбул).
Шехсувар-бей в это время игнорировал предупреждения османского султана. Более того, он нарушил соглашение, заключённое перед получением османской помощи для воцарения в Дулкадире, и не участвовал в кампании Мехмеда против Карамана. Шехсувар также вёл переговоры с Пир Ахметом и позволил ему укрыться от осман в Дулкадире. По этим причинам Мехмед решил не защищать Шехсувара и принять предложение Кайтбея.
Весной 1472 года Ешбек снова подготовил кампанию против Дулкадира. Шехсувар отправил к нему посланника с предложением заключить мир, предлагая передать мамлюкам Даренде. Ешбек передал предложение Шехсувара Кайтбею, однако султан отверг возможность мира. После этого Ешбек и его армия вторглись на территорию Дулкадира.

#### Последнее убежище
Ешбек продолжил марш, пересёк Гёксу и вошёл на земли бейлика. По мере продвижения мамлюкской армии отряд Шехсувара редел, потому что многие из свиты бея покидали его. Будучи оставлен солдатами и не осмеливаясь сразиться с врагом, Шехсувар бежал на север и укрылся в замке Заманты, где ранее оставил свой гарем и казну. Брат Шехсувар-бея, Эрдиван, был послан им в замок Хурман охранять крепость. Мамлюкская армия подошла к замку и после короткой осады захватила её. Эрдиван был пленён и заключён в крепости. Мамлюки пересекли реку и направились к замку Заманты, который был построен на вершине довольно крутой горы. Ешбек настиг Шехсувара 30 мая, он разбил лагерь в деревне Мелик Гази у подножия горы, а на следующий день взял замок в осаду. Для разрушения стен к замку подтащили катапульты. Перебежчик сообщил Ешбеку, что силы Шехсувара невелики, число верных ему мужчин не превышает 60, а всего в замке находятся 300 человек, включая женщин и детей. Шехсувар-бей был настроен не сдаваться до конца. Однако он понимал, что помощи ждать было неоткуда — османы оставили его без поддержки. Более того, шехзаде Баязид во время осады отправил послание Ешбеку с предложением помощи.

#### Переговоры о сдаче
Видя, что нет выхода кроме капитуляции, 9 июня в понедельник вечером Шехсувар заявил, что будет вести переговоры о сдаче с эмиром Тимразом, родственником Кайтбея, и попросил прислать Тимраза в замок. Однако Ешбек не хотел мира, он стремился захватить замок, и в первой посланной им группе переговорщиков Тимраза не было. Заподозрив первых посланников Ешбека, Шехсувар захватил их в плен. Тогда эмир Тимраз в сопровождении ибн Эджа сам отправился в замок, чтобы убедить Шехсувара сдаться. Переговоры были долгими, но нацеленные на замок пушки заставили Шехсувара принять решение. Тимраз гарантировал Шехсувару, что ему, его брату Эрдивану и их людям сохранят жизнь и что Шехсувар будет править в Дулкадире как вассал Кайтбея. Мамлюкские командиры Айнал Ашкар и Хайр-бей предложили себя в качестве заложников, как гарантию, что Шехсувар может выйти.
С тридцатью воинами бей вышел из замка и сдался мамлюкскому командующему. Находившийся в свите Ешбека вали Дамаска Баркук накинул на плечи Шехсувара халат, под которым были спрятаны цепи. Как только в свите бея увидели, что ему на шею надели обманом цепь, воины схватились за мечи. Они попытались напасть на Баркука, но его охранники изрубили их на месте. Это произошло через два дня после начала переговоров.
В июне Ешбек вернулся в Эльбистан со своей армией. Посадив Шахбудака на трон Дулкадира во второй раз, он отправился в Каир вместе с пленённым Шехсуваром.

#### Казнь

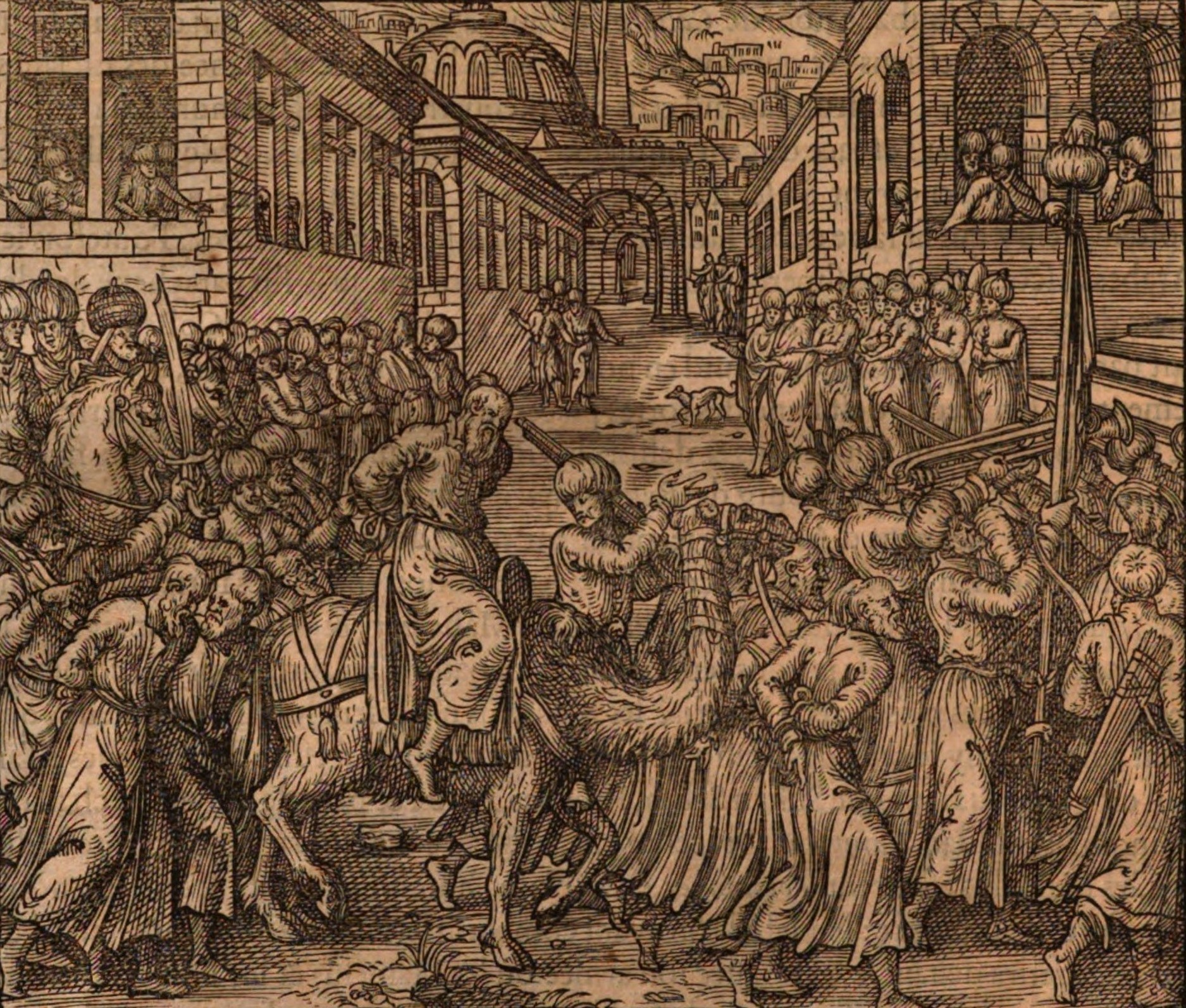
Приговорённого везут на верблюде к Баб Зувейла (на иллюстрации изображена казнь Туманбая, но во время казни Шехсувара ритуал почти не отличался). Андре Теве, 1575

Получив новость о пленении Шехсувара, Кайтбей организовал в Каире 23/24 августа 1472 года пышную встречу вернувшейся армии. Ибн Ийас, современник и очевидец событий, записал: «По приказу султана столица была великолепно украшена. Город шумел, все хотели увидеть закованного Шехсувара. В стороне от празднеств держался лишь эмир Тимраз, ему было стыдно». Шехсувар был в чёрном халате с большим тюрбаном на голове, а на его шее было кольцо с цепью. Братья бея — по словам Ибн Ийаса, их было 20 — были прикованы к охранникам и раздетыми положены на верблюдов. Процессия приблизилась к возвышению, на котором был установлен трон султана Кайтбея. Эмиры располагались на помосте в соответствии со своими рангами. Шехсувар, его братья, свита бея и остальные пленники предстали перед султаном. Туда же привели двух братьев Шехсувара (Яхью и Эрдивана), которые были пленены ранее. Султан Кайтбей приветствовал Ешбека, возглавлявшего шествие, и упрекнул Шехсувара за его мятеж. Последний в ответ хранил молчание. Для осуществления казни Кайтбей получил фетву у четырёх кади. Шехсувара и троих его братьев Яхью, Эрдивана и Хюдайдада султан приказал повесить на крюк на воротах Баб Зувейла, других троих братьев бея — отвезти к воротам Баб ал-Наср и казнить там. На дороге между этими воротами Кайтбей приказал расставить соратников Шехсувара. К месту казни всех везли на верблюдах, кроме Шехсувара, который был на лошади, с шеи бея свисала длинная звеневшая цепь. Когда процессия подъехала к Баб Зувейла, Шехсувара сбросили на землю, а затем повесили на крюк. Бей во время казни был безмолвен и не издавал стонов. За ним повесили на крючья Яхью, Эрдивана и Хюдайдада. После этого процессия двинулась к Баб ал-Наср, но, по словам Ибн Ийаса, Иса, Юнус и Сельман были юны и привлекательны, их вид вызывал сочувствие окружающих, собравшиеся вдоль дороги люди их жалели, и султан помиловал осуждённых. Туркменских беев из свиты Шехсувара, привезённых в Каир, казнили, разрубив мечами.
Эрдиван всё время стонал и умолял о пощаде. На следующий день, во вторник 24 августа 1472 года, у Кайтбея была встреча с эмирами, на которой собравшиеся решили помиловать Эрдивана и снять его с крюка. Затем эмир Ешбек спустился из замка и отправился к Баб Зувейла, где обнаружил, что Шехсувар уже мёртв. Вали распорядился об освобождении Эрдивана, которого тут же сняли с крюка, отвели в дом и дали воду, еду и лекарства. Однако, несмотря на все меры помощи, он умер в ту же ночь. Похороны Шехсувара и его братьев состоялись в среду. Тела были обмыты, закутаны и похоронены на мусульманском кладбище после того, как над ними прочли молитвы. Историк записал, что они были похоронены рядом со знаменитой гробницей (не указав, что это за гробница). По словам Ибн Ийаса, после казни Шехсувара эмир Тимраз, гарантировавший ему сохранение жизни, «был очень грустен». «Мне стыдно каждый раз, когда я прохожу мимо гробницы Шехсувара», — сказал он.

## Современники о Шехсуваре
Историк Шемседдин Ас-Сахави писал о Шехсуваре, что тот был привлекателен внешне и уважаем. Историк добавлял, что многие мамлюкские эмиры сожалели о казни бея. Абдулбасит ал-Малати писал о Шехсуваре, как о герое, благородном, ослепительном, честном и мудром человеке. По словам Абдулбасита, Шехсувар был величайшим из беев Дулкадира с точки зрения его мужества, решительности и славы. Ибн Ийас писал, что Шехсувар обладал лидерскими качествами, был мужественным, храбрым героем. По мнению Ибн Ийаса, Шехсувар тоже был один из величайших беев семьи Дулкадиридов. После одной из побед Шехсувара над мамлюками Ибн Ийас писал: «И убито было множество эмиров, и разбиты были эмиры три раза, разграблено было их добро и унижено достоинство султана перед царями Востока и другими, так что феллахи стремились к туркам… и власть почти что вышла из рук черкесов (мамлюков черкесского происхождения)».

## Итоги

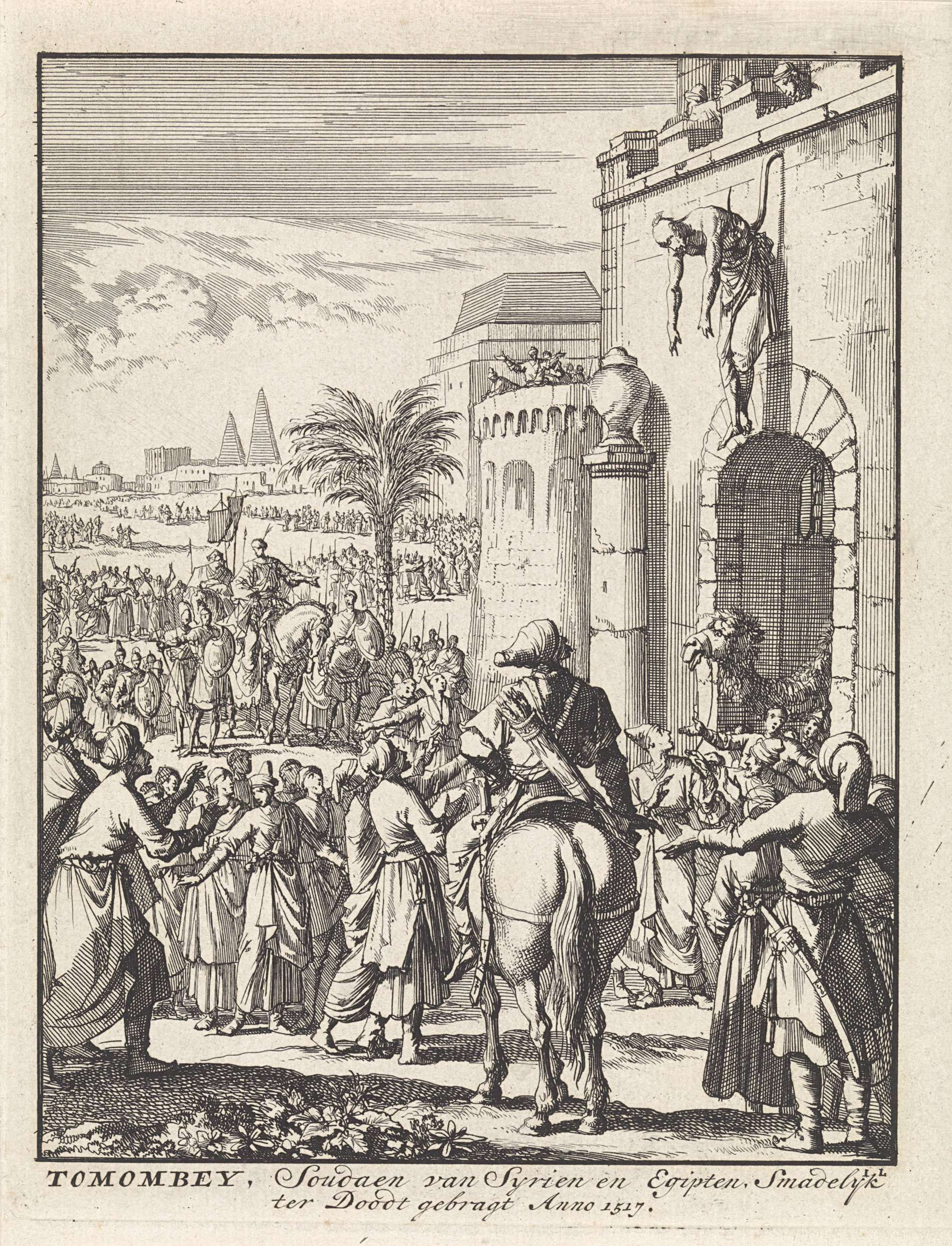
Казнь Туманбая на Баб Зувейла (аналогично был казнён Шехсувар) в представлении европейцев. Лёйкен Ян, 1698

Благодаря поддержке мамлюков Шахбудак вернулся на трон, с которого был смещён в 1467 году. Против него собирался выступить сын Мелика Арслана, Кылыч Арслан, укрывшийся в Ак-Коюнлу, однако после того, как в 1473 году Узун-Хасан потерпел сокрушительное поражение от османов при Отлукбели, потомок Мелика потерял надежду. Через несколько лет, в 1480 году, Шахбудак был опять свергнут, и опять по инициативе Мехмеда II. На трон в бейлике был посажен ещё один сын Сулейман-бея, Алауддевле Бозкурт. Сын Шехсувара, Али-бей, служил османам. В 1515 году он стал последним правителем Дулкадира из семьи Дулкадиридов, но правил уже лишь как османский санджакбей, поскольку бейлик перестал существовать как княжество. За смерть отца Али-бей отомстил мамлюкам, участвуя в походе Селима I в 1517 году и в казни последнего бурджитского султана: Туманбай был повешен на Баб Зувейла, как и Шехсувар.
Ибн Тагриберди, описывая этот период, подчёркивал, что в 872 году (конец 1467 — начало 1468 года) в Каире сменилось четыре султана. Мамлюкский историк Абдулбасит ал-Малати (ум. 1514) также обращал внимание читателей на то, что усиление в этот период позиций Шехсувара связано с нестабильностью власти в Каире. Итоговое поражение Шехсувара, возможно, было связано с артиллерией — у него было лишь две пушки, при этом об орудиях источники сообщают лишь то, что они были захвачены, но нет упоминания об их использовании Дулкадиридами.
Амбициозный Шехсувар хотел быть независимым правителем, он был единственным из беев Дулкадира, про которого точно известно, что он чеканил свою монету и называл себя Мелик (возможно, что при брате Шехсувара, Алауддевле, чеканились деньги, но они не сохранились). Самым главным итогом длительного сопротивления Шехсувара мамлюкам стало прекращение последними поддержки Карамана ради того, чтобы османы отказались от поддержки Дулкадира. Тем самым был ускорен захват османами Карамана.

## Комментарии
1. ↑   Известно о следующих сыновьях Сулеймана: Эрдиван, Хюдадад, Яхья, Ильяс, Иса, Юнус, Селман, Могол, Мелик Арслан, Шахбудак, Шехсувар, Алауддевле Бозкурд.
2. ↑  Точное местоположение Турнадага источники не указывают, ограничиваясь характеристиками «около Эльбистана», «в районе Гёксуна», «у Андырына». Некоторые авторы отождествляют Турнадаг с Нурхакдагом (севернее города Нурхак).
3. 1 2  Юнанч называет 25 мая как день пленения Шехсувара и 4 июня как день возвращения Ешбека с пленным Шехсуваром в Эльбистан. Вероятно, это ошибка перевода дат, поскольку арабские источники давали дату по исламскому календарю.
13 зу-ль-хиджа (то есть 22 мая по юлианскому и 30 мая по григорианскому календарям) Ешбек прибыл к крепости Заманты, 23 зу-ль-хиджа (то есть 1 июня по юлианскому и 9 июня по григорианскому календарям) Шехсувар потребовал для переговоров Тимраза. И ещё через два дня Шехсувар сдался.